# 常玉清 (黄道会)
常玉清（1884年—1946年8月20日），湖北江陵人，黄道会、中国安清同盟会、中国安清总会创始人，上海、南京青帮头目。

## 生平
常玉清早年曾在上海的日商丰田纱厂、同兴纱厂任工头。后来他离厂，在上海经营浴室、舞台，并加入了青帮，成为上海黑社会头目。1932年1月28日淞沪事变爆发，他在日军支持下在上海闸北组织上海北区市民维持会，任会长。事变结束后，他遭南京国民政府通缉，潜逃大连，投靠日本浪人，并参与满洲国帮会活动。
1937年11月日军占领上海，此后他回到上海，并在上海日军特务机关长、日本黑龙会上海分会会长楠本实隆大佐的策划下，于1938年2月3日成立黄道会，从事暗杀抗日人士活动。1938年3月28日中华民国维新政府在南京成立，黄道会纠集上海码头总工会、上海纺织总工会、上海海员总工会、上海派报工会、上海南货业工会、上海洁衣业工会、上海制造业工会、上海机器染业工会、上海清洁工会等十一个工会在上海闸北的大夏大学举行庆祝大会。
因黄道会的暗杀活动，1938年8月上海公共租界通缉常玉清。另一方面上海李士群的76号特工总部在日本扶植下有取代黄道会的势头。再加上1938年10月1日中华民国维新政府从上海移南京挂牌办公。日本当局遂安排常玉清率徒弟转到南京。1938年12月24日，以复兴安清教为名的中国安清同盟会在南京召开成立大会，常玉清任委员长，乔鸿年（乔月琴）、张翔云任副委员长，于良儒任秘书长。1940年，中国安清同盟会同中国道义协会（1939年由张德欣、曹幼珊等人创建于上海）合并为中国安清总会，1940年5月15日中国安清总会召开成立大会，常玉清、张德欣、张英华任常务理事。
日本投降后，1945年8月底，他在南京被汪精卫政权政治部政治保卫局南京直属分局组训科长安少如等人“逮捕”，献给国民党政府邀功。1946年8月20日常玉清在上海被国民党政府处决。